# Bom Jesus do Galho
Bom Jesus do Galho là một đô thị thuộc bang Minas Gerais, Brasil. Đô thị này có diện tích 590,971 km², dân số năm 2007 là 15198 người, mật độ 25,7 người/km².